# Gian Domenico Romagnosi

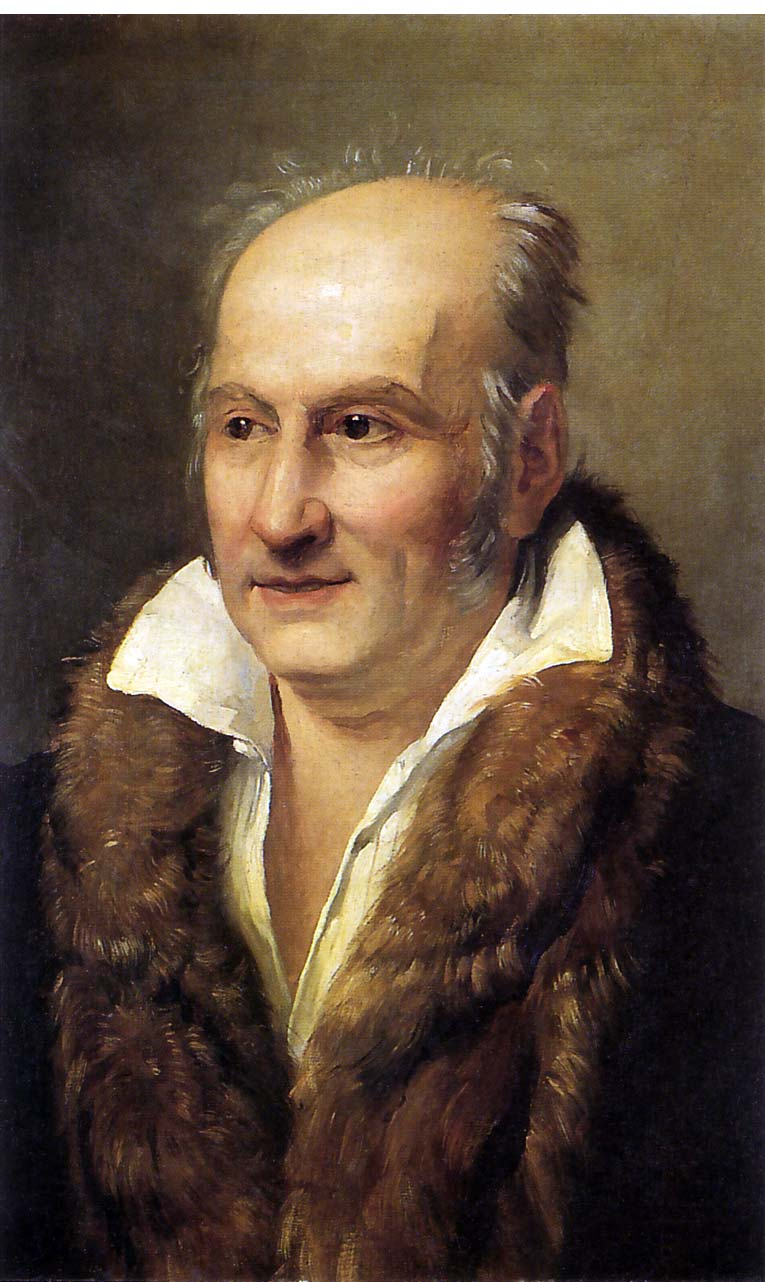
Gian Domenico Romagnosi.

Giovanni (eller Gian) Domenico Romagnosi, född den 11 december 1761 i Salsomaggiore, död den 8 juni 1835 i Korfu, var en italiensk jurist, sociolog och filosof.
Romagnosi var juris professor i Parma, Milano, Pavia och slutligen i Korfu. Han var en synnerligt produktiv författare inom en mångfald av ämnen. Som filosof anslöt han sig till Condillac, men antog ett logiskt sinne, som differentierar och integrerar sensationer. Hans Opere utgavs 1832-35 och 1836-45.